# エノキサパリン
エノキサパリンナトリウム（Enoxaparin sodium）は抗凝固薬（血液希釈剤）である。妊娠中や特定の外科手術後、深部静脈血栓症 
（DVT）や肺血栓塞栓症（PE）の治療や予防に用いられる。また急性冠症候群 
（ACS）や心臓発作の患者にも用いられる。投与法は皮下注射または静脈注射である。その他の用途には腎臓透析機に含まれている。 
一般的な副作用は、出血、発熱、足の浮腫みなどがあげられる。特に脊椎穿刺による重度の出血がありえる。妊娠中の使用による胎児への影響は安全とされる。エノキサパリンは、低分子量ヘパリンに属する医薬品である。
エノキサパリンが最初に製造されたのは1981年であり、1993年に医薬品として承認された。世界保健機関必須医薬品モデル･リストに掲載されており、医療制度に必要とされる最も効果的で安全な医薬品である。エノキサパリンはいくつかの商標名で販売されており、後発医薬品として入手可能である。開発途上国での卸値は1日分当たり約$1.90〜$10.80米ドルである。米国での2016年の卸値は1日分当たり約$14.13ドルである。エノキサパリンはヘパリンから作られている。 

## 効能・効果
- 下記の下肢整形外科手術施行患者における静脈血栓塞栓症の発症抑制
  - 股関節全置換術
  - 膝関節全置換術
  - 股関節骨折手術
- 静脈血栓塞栓症の発症リスクの高い、腹部手術施行患者における静脈血栓塞栓症の発症抑制

## 警告
脊椎・硬膜外麻酔あるいは腰椎穿刺等との併用により、穿刺部位に血腫が生じ、神経の圧迫による麻痺が現れる虞れがある。

## 禁忌
- 成分またはヘパリン、ヘパリン誘導体（低分子量ヘパリン等）に対し過敏症の既往歴のある患者
- 出血している患者

頭蓋内出血、後腹膜出血又は他の重要器官における出血等
- 急性細菌性心内膜炎患者
- ヘパリン起因性血小板減少症（HIT）の既往歴のある患者

## 副作用
重大な副作用として、
- ショック、アナフィラキシー
- 血腫・出血
  - 皮下出血（3.7%）、処置後出血（3.1%）、消化管出血（0.1%）等、（海外で脊髄硬膜外血腫、後腹膜出血、頭蓋内出血等）
- 血小板減少（0.3%）
- 肝機能障害、黄疸

が知られている。